# Burchard II de Souabe
Pour les articles homonymes, voir Burchard et Bouchard II.
Burchard II (883 ou 884; mort le 29 avril 926) était le duc de Souabe et Rhétie de 917 jusqu'à sa mort en 926. Il était le fils de Burchard Ier et de Liutgarde de Saxe.
Burchard prit part aux premières guerres de Souabe. Sa famille étant de Franconie, il fonda le monastère de Sainte-Marguerite à Waldkirch afin d'étendre l'influence de sa famille en Rhénanie. Au moment de l'arrestation de son père et son exécution pour haute trahison en 911, lui et sa femme, Regelinda, fille du comte Eberhard Ier de Zürich, partirent pour l'Italie : soit bannis par le Comte Erchanger Ier ou volontairement exilés par-delà les Alpes. Aux alentours de 913, Burchard revint de son exil et prit le contrôle des propriétés de son père. En 915, il se joignit aux rangs d'Erchanger et Arnulf Ier de Bavière dans la bataille contre les Magyars. Ensuite Burchard et Erchanger se retournèrent contre le roi Conrad Ier et, à la bataille de Wahlwies dans le massif du Hegau, le vainquit. Erchanger se proclama duc.
Après qu'Erchanger fut exécuté le 21 janvier 917, Burchard récupéra toutes ses terres et fut reconnu comme duc légitime. En 919, le roi Rodolphe II de Haute-Bourgogne s'empara de Zürich et envahit la région de Constance qui était alors le centre et la capitale du duché de Souabe. À Winterthour cependant, Rodolphe fut battu par Burchard, qui consolida le duché et força le roi à revendiquer ses propres terres. La même année, il reconnut le nouveau roi des Romains, Henri Ier, également duc de Saxe. Henri  donna alternativement à Burchard le droit de taxation  et d'investiture des évêques et abbés au sein de son duché.
En 922, Burchard maria sa fille Berthe au roi Rodolphe et insista sur la paix des trois années précédentes. Burchard accompagna ensuite Rodolphe en Italie quand il fut couronné par des rivaux de Bérenger Ier. En 924, l'empereur mourut et Hugues d'Arles fut choisi par ses partisans pour s'opposer à Rodolphe. Burchard attaqua la ville de Novare, défendue par les troupes de Lambert, l'archevêque de Milan. Il fut tué très probablement le 29 avril. Sa veuve, Regelinda, se remaria au successeur de Burchard, Hermann Ier et mourut en 958. Elle lui avait donné cinq enfants :
- Gisèle (905 † 26 octobre 923 ou 925), abbesse de Waldkirch ;
- Hicha (905 † 950), qui épousa le comte Werner V de Nahegau, Speyergau et Wormsgau, mère de Conrad le Roux, considéré comme le fondateur de la dynastie des Saliens ;
- Bouchard III (915 † 11 novembre 973), plus tard duc de Souabe ;
- Berthe (907 † 2 janvier 961 ou 966), mariée à Rodolphe II de Bourgogne (Maison des Welf), puis avec Hugues d'Arles ;
- Adalric († 973), moine à l'abbaye d'Einsieden.

Comme on fait souvent de son fils Bouchard III de Souabe le père de Dedi de Hassegau, Bouchard II est parfois considéré comme un ascendant de la maison de Wettin.